# Volks- und Raiffeisenbank Prignitz
Die Volks- und Raiffeisenbank Prignitz eG ist eine deutsche Genossenschaftsbank, die ihren Hauptsitz in Perleberg im Landkreis Prignitz hat.

## Selbstverständnis
Sie versteht sich als Universalbank für den Wirtschaftsraum Prignitz im nordwestlichen Brandenburg. Die Bank arbeitet eng mit ihren Mitgliedern und Kunden zusammen und bietet neben den Standardfinanzprodukten auch spezielles Wissen bei der Begleitung von Großprojekten, wie beispielsweise Photovoltaik-, Biogas- und Windkraftanlagen. Auch bietet die Genossenschaftsbank Unternehmensfinanzierungen und Finanzierungen von Wohneigentum an.

## Geschichte
Nach den Prinzipien der Selbstverantwortung, Selbstverwaltung und Selbsthilfe gründete sich am 15. Dezember 1861 der Vorschussverein zu Perleberg und war somit der Ausgangspunkt der heutigen Volks- und Raiffeisenbank Prignitz eG. Die Wurzeln der Bank beruhen auf sechs gewerblich ausgerichtete Bankvereinen und dutzenden von landwirtschaftlichen Vereinsbanken sowie Spar- und Darlehenskassen.
Über schwierige wirtschaftliche Zeiten und alle gesellschaftlichen Systeme hinweg konnte sich der genossenschaftliche Gedanke in der Prignitz behaupten. Die Genossenschaften überstanden beide Weltkriege, die Inflation und die Auswirkungen der politischen Systeme auf das Genossenschaftswesen und gingen teils gestärkt daraus hervor.
Nach der Wende entstandene Kreditinstitute erkannten schnell, dass nur gemeinsam auf die veränderten Konjunkturbedingungen und den wachsenden Konkurrenzdruck im Kreditgewerbe reagiert werden konnte. So wurde nach weiteren Umbenennungen und Zusammenschlüssen mit der am 30. Juni 1998 durchgeführten Fusion der Nordmärkische Bank eG in Pritzwalk und der Volks- und Raiffeisenbank Perleberg eG die Volks- und Raiffeisenbank Prignitz eG gegründet. Diese universelle Flächenbank führt mit ihrem wirtschaftlichen, sozialen und kulturellen Engagement die Ideen ihrer Gründer fort.
Im Jahre 2011 beging die Volks- und Raiffeisenbank Prignitz eG ihren 150. Geburtstag.

## Soziales Engagement
Die Volks- und Raiffeisenbank Prignitz eG unterstützt und fördert Projekte, gemeinnützige Vereine und Einrichtungen aus eigenen finanziellen Mitteln.
Die Bank unterstützt unter anderem als Hauptsponsor die Tour de Prignitz, das Plattenburgspektakel auf der Plattenburg und das Perleberger Musikfestival.
Im September 2011 organisierten die Auszubildenden der Genossenschaftsbank ein Konzert für Nachwuchsbands. An diesem Konzert nahmen insgesamt acht Bands aus der Region teil und bekamen ein Feedback ihres Auftritts von einer Jury bestehend aus Jennifer Weist, Frontfrau der Band Jennifer Rostock, und bekannten Musikgrößen aus der Prignitz.
2012 waren Mitarbeiter der Bank in der Prignitz unterwegs, um mit Frank Bindig eine CD mit Kinderliedern aufzunehmen. Dem Aufruf sind insgesamt 26 Kindergärten mit 31 Gruppen aus dem Geschäftsgebiet gefolgt.

## Verbundpartner
Die Volks- und Raiffeisenbank Prignitz eG gehört zur genossenschaftlichen FinanzGruppe, mit deren Unternehmen sie eng zusammenarbeitet.